# Sân bay Pochalla
Sân bay Pochalla (IATA: n/a, ICAO: HSPA) là một sân bay ở thị trấn Pochalla, Nam Sudan.

## Vị trí
Sân bay nằm ở miền đông Nam Sudan, gần biên giới quốc tế với Ethiopia.
Vị trí này cách Sân bay Quốc tế Juba khoảng 375 km (233 mi). Sân bay Pochalla nằm trên độ cao 600 m (2.000 ft) so với mực nước biển và có một đường băng không trải nhựa.